# 劉小明
劉 小明（りゅう しょうめい、1964年9月 - ）は、中華人民共和国の官僚、政治家。現職は海南省人民政府省長。中国共産党第二十回全国代表大会代表。中国共産党第20期中央委員。第14期全国人民代表大会代表。

## 経歴
1964年9月、江蘇省揚中県（現在の揚中市）で生まれる。1985年、東南大学土木工程系にて工学の研究で学士の学位取得。1988年、北京工業大学にて工学修士の学位取得。1988年から母校北京工業大学の教壇に立ち、1997年から教授に嘱任され、同年から校長助理（助学長）、副校長（副学長）等を歴任。
2003年3月、北京市交通委員会副主任、党組成員、副主任、党組副書記に転任。2008年同委員会主任、党組書記に昇格。 
2014年3月、中央に移り、中華人民共和国交通運輸部党組成員兼運輸司（運輸服務司）司長に就任。2016年7月、同部副部長に昇格。 
2021年3月、党務に転じて広西チワン族自治区に赴任し、広西チワン族自治区党委員会副書記に就任した。
2023年4月1日、海南省に移り、党委員会副書記、同省人民政府党組書記、副省長兼省長代行に任命。